# 聖者の行進 (Salyuの曲)
『聖者の行進』（せいじゃのこうしん）は、Salyuとharuka nakamuraによるコンセプト・アルバム。

## 概要
haruka nakamuraのプロデュース作品。Salyuがコンセプト・アルバムをリリースするのは、小山田圭吾プロデュースでsalyu × salyuとしてリリースした『s(o)un(d)beams』以来となる。また、インストを収録してリリースするのは17thシングル『アイニユケル/ライン』以来且つCDとしてリリースしたのは5thアルバム『Android & Human Being』以来となる。
「星のクズ α」はテレビ東京系アニメ『TRIGUN STAMPEDE』のエンディングテーマ曲として、「聖者の行進」は同アニメ最終話のスペシャルエンディングテーマ曲としてそれぞれ採用されており、「星のクズ α」と同アニメのオープニング曲（Kvi Baba「TOMBI」）の2曲が収録されたアナログ盤も2月22日に先行してリリースされた。

## 収録曲
1. 星のクズ Ω（5:27）
2. 聖者の行進（3:22）
3. 星のクズ α（5:07）
4. 星のクズ Ω instrumental（5:27）
5. 聖者の行進 instrumental（3:22）
6. 星のクズ α instrumental（5:07）

6曲とも作詞・作曲・編曲haruka nakamura。

## 演奏
- Salyu：vocal
- haruka nakamura：Piano
- Gen Tanebe：Guitar
- maika：fiddle
- Keitaro Kitamine：Bass
- Ryota Tanaka：Parcussion（2・5曲目以外）
- Hiroko Yamaguchi：Chorus
- Kanako Kato：Chorus

## ミュージック・ビデオ
3曲ともYouTubeのプレミア公開の機能を使用して公開され、「星のクズ」のα・Ω両バージョンとも上野千蔵、「聖者の行進」は横堀光範がそれぞれ監督を務めている。なお、服部樹咲と平井佑人が出演し野辺山天文台にて撮影した「聖者の行進」はSalyuのMVで初の4K（2160p）で制作されている。